# Hans Ludwig Herder
Hans Ludwig Herder (* 1956 in Darmstadt) ist ein deutscher Schriftsteller.

## Leben
Herder absolvierte nach dem Abitur 1978 eine Banklehre in Heidelberg. Von 1986 bis zu seiner Frühpensionierung im Jahre 2000 war er als Spezialist für Wertpapiere in Frankfurt am Main tätig. Heute lebt er mit seiner Familie in Heppenheim/Bergstraße.
Hans Ludwig Herder ist Verfasser von Romanen, Erzählungen und Theaterstücken, in denen er teilweise Erfahrungen aus seiner beruflichen Tätigkeit im Bankwesen verarbeitet. Seit 2003 gehört er dem Mannheimer Literarischen Verein Räuber 77 an. 2006 fand die Uraufführung seines ersten Theaterstücks Das tugendhafte Laster des Hector H. statt.

## Werke
- Ohne Mama – nur wir zwei. Eichborn, Frankfurt am Main 1995, ISBN 978-3-8218-0323-4.
- Das Kollegenschwein. Eichborn, Frankfurt am Main 1997, ISBN 978-3-8218-0333-3.
- Die MegaRendite. Goldmann, München 2000, ISBN 978-3-442-44659-9.